# Kalacka Kopa
Kalacka Kopa (1601 m) – szczyt we wschodnim grzbiecie Długiego Giewontu w polskich Tatrach.

## Topografia
Według aktualnego fizycznogeograficznego podziału Polski Generalnej Dyrekcji Ochrony Środowiska szczyt znajduje się w pasmie górskim Tatry Reglowe i jest jego najwyższym szczytem.
Jest to kopa w grani o znaczeniu topograficznym, gdyż grzbiet rozgałęzia się w niej na dwie granie; w południowo-wschodnim kierunku (potem zakręca na północny wschód) opada grań zwieńczona Kalacką Turnią (1384 m), w północno-wschodnim kierunku ciągnie się Biały Grzbiet łączący Giewont z Małą Krokwią w masywie Krokwi. Pomiędzy tymi grzbietami znajduje się opadający na Kalatówki żleb Kalackie Koryto. Tuż po zachodniej stronie Kalackiej Kopy w grani Giewontu znajduje się przełęcz Wrótka (1579 m), do której Kalacka Kopa opada ścianą o wysokości kilkunastu metrów. Również na południową stronę do Doliny Kondratowej od wierzchołka Kalackiej Kopy opadają urwiste ściany, u podnóży podsypane trawiastymi piargami. Na północną stronę stoki Kalackiej Kopy opadają do Żlebu pod Wrótka (wschodnie odgałęzienie Doliny Białego).
W literaturze najczęściej podawana jest wysokość 1592 m, co wynikło z przeniesienia na szczyt wartości zmierzonej dla punktu zlokalizowanego około 30 metrów na wschód od wierzchołka.

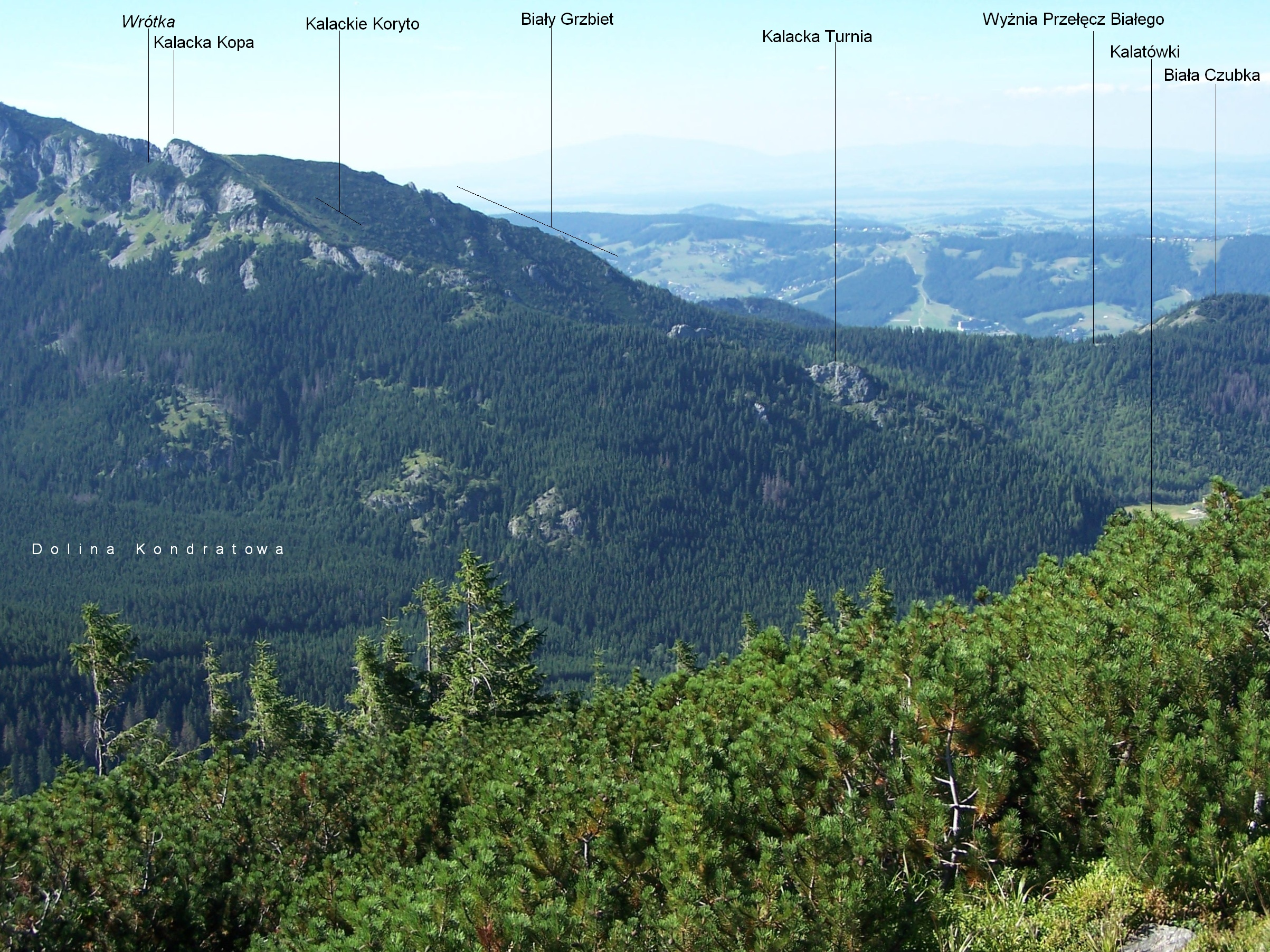
Widok ze szlaku na Kasprowy Wierch